# Aspalathus angustifolia
Aspalathus angustifolia là một loài thực vật có hoa trong họ Đậu. Loài này được (Lam.) R.Dahlgren miêu tả khoa học đầu tiên.